# جيمي ماكينتوش
جيمي ماكينتوش هو المؤسس والمدير التنفيذي لمنظمة إنترناشونال جاستس ميشين (بالإنجليزية: International Justice Mission) في كندا، والتي تهدف إلى إنقاذ الأطفال من الاستغلال خارج البلاد،  ويحمل شهادة ماجستير القانون الدولي لحقوق الإنسان من جامعة أوكسفورد.

## المنظمة
أسس ماكنتوش الفرع الكندي لمنظمة إنترناشونال جاستس ميشين عام 2002، بعد أن قضى سنة ونصف من الصلاة حول كيفية التخفيف من الاضطهاد والظّلم في البلدان الأخرى. أقام المغني جاكوب مون حفلا خيريّا في هاملتون عام 2006 لصالح فرع المنظمة الكندي وذلك بعد أن أوصى مكينتوش بكتاب له مما جعله على علم بالمنظمة. وفي عام 2006، مثل ماكنتوش أمام اللجنة الدائمة في مجلس العموم الكندي المعنية بشؤون المرأة داعيًا مجلس العموم إلى إنقاذ النساء المستعبدات في جنوب آسيا من عبوديتهنّ.

## الإتجار بالبشر
قدم ميكنتوش عرضًا حول مكافحة الإتجار بالبشر في مؤتمر «عبودية القرن الواحد والعشرين» الذي أقيم عام 2008 في معبد إمانو إل-بيث شولوم في كندا. في عام 2011 وفي إحدى الجلسات المقامة في دوغلاس بارك، كولومبيا البريطانية بشأن العبوديّة في القران الواحد والعشرين، تحدث ميكنتوش عن العبوديّة على النطاق العالمي، بينما تحدث مارك واراوا وبيتر فاسبندر عن المسألة على الصعيدين الإقليمي والمحلي. وفي عام 2012، تحدث مكينتوش عن العبودية وعن منظمة إنترناشونال جاستس ميشين في مؤتمر قمة العدالة الذي تم عقده في كنيسة ميتروبوليتان بايبل في أونتاريو. يعدّ ماكنتوش واحدًا من الكنديين المؤيدين للقضاء على العبوديّة، والذين أيدوا بقوة مسرحية لأندرو كومان بعنوان "She Has a name"، وهي مسرحية جالت مختلف أنحاء كندا عام 2012 وهدفت لزيادة وعي الكنديين حول قضيّة الاتجار بالبشر.